# Assemblaggio della Stazione Spaziale Internazionale
L'assemblaggio della Stazione spaziale internazionale è iniziato nel novembre del 1998 con il lancio del Proton-K che trasportava il modulo Zarja.

## Assemblaggio componenti
La seguente tabella mostra la tempistica di assemblaggio della Stazione spaziale internazionale con indicati i principali componenti e il loro lancio.
| Elemento                                                           | Viaggio                    | Veicolo di lancio          | Data di lancio   | Lunghezza (m) | Diametro (m) | Massa (kg)        |
| ------------------------------------------------------------------ | -------------------------- | -------------------------- | ---------------- | ------------- | ------------ | ----------------- |
| Zarja (FGB)                                                        | 1A/R                       | Proton-K                   | 20 novembre 1998 | 12,6 m        | 4,1 m        | 19323 kg          |
| Unity (Node 1)                                                     | 2A - STS-88                | Endeavour                  | 4 dicembre 1998  | 5,49 m        | 4,57 m       | 11612 kg          |
| Pressurized Mating Adapter-1                                       | 2A - STS-88                | Endeavour                  | 4 dicembre 1998  | 1,86 m        | 1,9 m        | 1589 kg           |
| Pressurized Mating Adapter-2                                       | 2A - STS-88                | Endeavour                  | 4 dicembre 1998  | 1,86 m        | 1,9 m        | 1376 kg           |
| Zvezda                                                             | 1R                         | Proton-K                   | 12 luglio 2000   | 13,1 m        | 4,15 m       | 19050 kg          |
| Segmento Z1                                                        | 3A - STS-92                | Discovery                  | 11 ottobre 2000  | 4,9 m         | 4,2 m        | 8755 kg           |
| Pressurized Mating Adapter-3                                       | 3A - STS-92                | Discovery                  | 11 ottobre 2000  | 1,86 m        | 1,9 m        | 1183 kg           |
| Segmento P6 e pannelli solari                                      | 4A - STS-97                | Endeavour                  | 30 novembre 2000 | 73,2 m        | 10,7 m       | 15900 kg          |
| Destiny                                                            | 5A - STS-98                | Atlantis                   | 7 febbraio 2001  | 8,53 m        | 4,27 m       | 14515 kg          |
| External Stowage Platform-1 (ESP-1)                                | 5A.1 - STS-102             | Discovery                  | 8 marzo 2001     |               |              |                   |
| Mobile Servicing System Canadarm2                                  | 6A - STS-100               | Endeavour                  | 19 aprile 2001   | 17,6 m        | 0,35 m       | 4899 kg           |
| Quest Joint Airlock                                                | 7A - STS-104               | Atlantis                   | 12 luglio 2001   | 5,5 m         | 4 m          | 9923 kg           |
| Pirs                                                               | 4R                         | Soyuz-U                    | 14 agosto, 2001  | 4,1 m         | 2,6 m        | 3838 kg           |
| Segmento S0                                                        | 8A - STS-110               | Atlantis                   | 8 aprile 2002    | 13,4 m        | 4,6 m        | 13970 kg          |
| Mobile Base System                                                 | UF-2 - STS-111             | Endeavour                  | 5 giugno 2002    | 5,7 m         | 2,9 m        | 1450 kg           |
| Segmento S1                                                        | 9A - STS-112               | Atlantis                   | 7 ottobre 2002   | 13,7 m        | 3,9 m        | 12598 kg          |
| Segmento P1                                                        | 11A - STS-113              | Endeavour                  | 23 novembre 2002 | 13,7 m        | 3,9 m        | 12598 kg          |
| External Stowage Platform 2 (ESP-2)                                | LF1 - STS-114              | Discovery                  | 26 luglio 2005   | 3,65 m        | 4,9 m        | 2676 kg (a vuoto) |
| Segmenti P3/P4 e pannelli solari                                   | 12A - STS-115              | Atlantis                   | 9 settembre 2006 | 73,2 m        | 10,7 m       | 15900 kg          |
| Segmento P5                                                        | 12A.1 - STS-116            | Discovery                  | 9 dicembre 2006  | 13,7 m        | 3,9 m        | 12598 kg          |
| Segmenti S3/S4 e pannelli solari                                   | 13A - STS-117              | Atlantis                   | 8 giugno 2007    | 73,2 m        | 10,7 m       | 15900 kg          |
| Segmento S5                                                        | 13A.1 - STS-118            | Endeavour                  | 8 agosto 2007    | 13,7 m        | 3,9 m        | 12598 kg          |
| External Stowage Platform 3 (ESP-3)                                | 13A.1 - STS-118            | Endeavour                  | 8 agosto 2007    | 4 m           | 2,2 m        | 3400 kg           |
| Harmony (Node 2)                                                   | 10A - STS-120              | Discovery                  | 23 ottobre 2007  | 6,1 m         | 4,2 m        | 13608 kg          |
| Columbus                                                           | 1E - STS-122               | Atlantis                   | 7 febbraio 2008  | 6,87 m        | 4,49 m       | 12800 kg          |
| Special Purpose Dexterous Manipulator (Dextre)                     | 1J/A - STS-123             | Endeavour                  | 11 marzo 2008    |               |              |                   |
| Japanese Experiment Module - Experiment Logistics Module (JEM-ELM) | 1J/A - STS-123             | Endeavour                  | 11 marzo 2008    | 3,9 m         | 4,4 m        | 4200 kg           |
| Japanese Experiment Module - Pressurized Module (JEM-PM)           | 1J - STS-124               | Discovery                  | 31 maggio 2008   | 11,2 m        | 4,4 m        | 15900 kg          |
| Japanese Experiment Module - Remote Manipulator System (JEMRMS)    | 1J - STS-124               | Discovery                  | 31 maggio 2008   |               |              |                   |
| Segmento S6 e pannelli solari                                      | 15A - STS-119              | Discovery                  | 20 marzo 2009    | 73,2 m        | 10,7 m       | 15900 kg          |
| Japanese Experiment Module - Exposed Facility (JEM-EF)             | 2J/A - STS-127             | Endeavour                  | 15 luglio 2009   |               |              | 4100 kg           |
| Poisk (MRM 2)                                                      | 5R                         | Sojuz                      | 10 novembre 2009 |               |              | 3670 kg           |
| EXPRESS Logistics Carrier 1 (ELC-1)                                | ULF3 - STS-129             | Atlantis                   | 16 novembre 2009 |               |              |                   |
| EXPRESS Logistics Carrier 2 (ELC-2)                                | ULF3 - STS-129             | Atlantis                   | 16 novembre 2009 |               |              |                   |
| Tranquility (Node 3)                                               | 20A - STS-130              | Endeavour                  | 8 febbraio 2010  | 6,5 m         | 4,25 m       | 12247 kg          |
| Cupola                                                             | 20A - STS-130              | Endeavour                  | 8 febbraio 2010  | 1,5 m         | 2,95 m       | 1800 kg           |
| Rassvet (MRM 1)                                                    | ULF4 - STS-132             | Atlantis                   | 14 maggio 2010   |               |              | 5075 kg           |
| Permanent Multipurpose Module (Leonardo)                           | ULF5 - STS-133             | Discovery                  | 24 febbraio 2011 |               |              | 9896 kg           |
| EXPRESS Logistics Carrier 4 (ELC-4)                                | ULF5 - STS-133             | Discovery                  | 24 febbraio 2011 |               |              |                   |
| Alpha Magnetic Spectrometer (AMS-02)                               | ULF6 - STS-134             | Endeavour                  | 16 maggio 2011   |               |              | 6731 kg           |
| Orbiter Boom Sensor System (OBSS)                                  | ULF6 - STS-134             | Endeavour                  | 16 maggio 2011   |               |              |                   |
| EXPRESS Logistics Carrier 3 (ELC-3)                                | ULF6 - STS-134             | Endeavour                  | 16 maggio 2011   |               |              |                   |
| Bigelow Expandable Activity Module                                 | CRS SpX-8 - SpaceX CRS-8   | Falcon 9                   | 16 aprile 2016   |               |              |                   |
| International Docking Adapter 2                                    | CRS SpX-9 - SpaceX CRS-9   | Falcon 9                   | 18 luglio 2016   |               |              |                   |
| International Docking Adapter 3                                    | CRS SpX-18 - SpaceX CRS-18 | Falcon 9                   | 25 luglio 2019   |               |              |                   |
| Columbus External Payload Facility (Bartolomeo)                    | CRS SpX-20 - SpaceX CRS-20 | Falcon 9                   | 6 marzo 2020     |               |              |                   |
| Nanoracks Bishop Airlock                                           | CRS SpX-21 - SpaceX CRS-21 | Falcon 9                   | 6 dicembre 2020  |               |              |                   |
| Multipurpose Laboratory Module (Nauka)                             | 3R                         | Proton M                   | 21 luglio 2021   | 13 m          | 4,25 m       | 20300 kg          |
| European Robotic Arm                                               | 3R                         | Proton M                   | 21 luglio 2021   | 11,3 m        |              | 630 kg            |
| Prichal                                                            | 6R                         | Soyuz 2.1b (Progress M-UM) | 24 novembre 2021 | 4,91 m        | 3,3 m        | 3890 kg           |

## Moduli cancellati
- Interim Control Module - Non più necessario dopo il lancio di Zvezda
- ISS Propulsion Module - Non più necessario dopo il lancio di Zvezda
- Habitation Module (HAB) - con la cancellazione di questo modulo gli astronauti dormono sparsi per la stazione.
- Crew Return Vehicle (CRV) - Sostituito da due navette Sojuz
- Centrifuge Accommodations Module (CAM) - Sarebbe stato agganciato al Nodo 2
- Science Power Platform (SPP) - Per alimentare il segmento russo bastano i pannelli solari del segmento americano
- Russian Research Module (RM1 e RM2) - Saranno rimpiazzati dal Multipurpose Laboratory Module
- Universal Docking Module (UDM) - Cancellato insieme allo Stowage Module.

## Moduli dismessi
- Pirs - sostituito dal modulo Multipurpose Laboratory Module a luglio 2021

## Voci correlate

Elementi della stazione a luglio 2021